# Santiponce
Santiponce is een gemeente in de Spaanse provincie Sevilla in de regio Andalusië met een oppervlakte van 8 km². In 2007 telde Santiponce 7794 inwoners.

## Zie ook

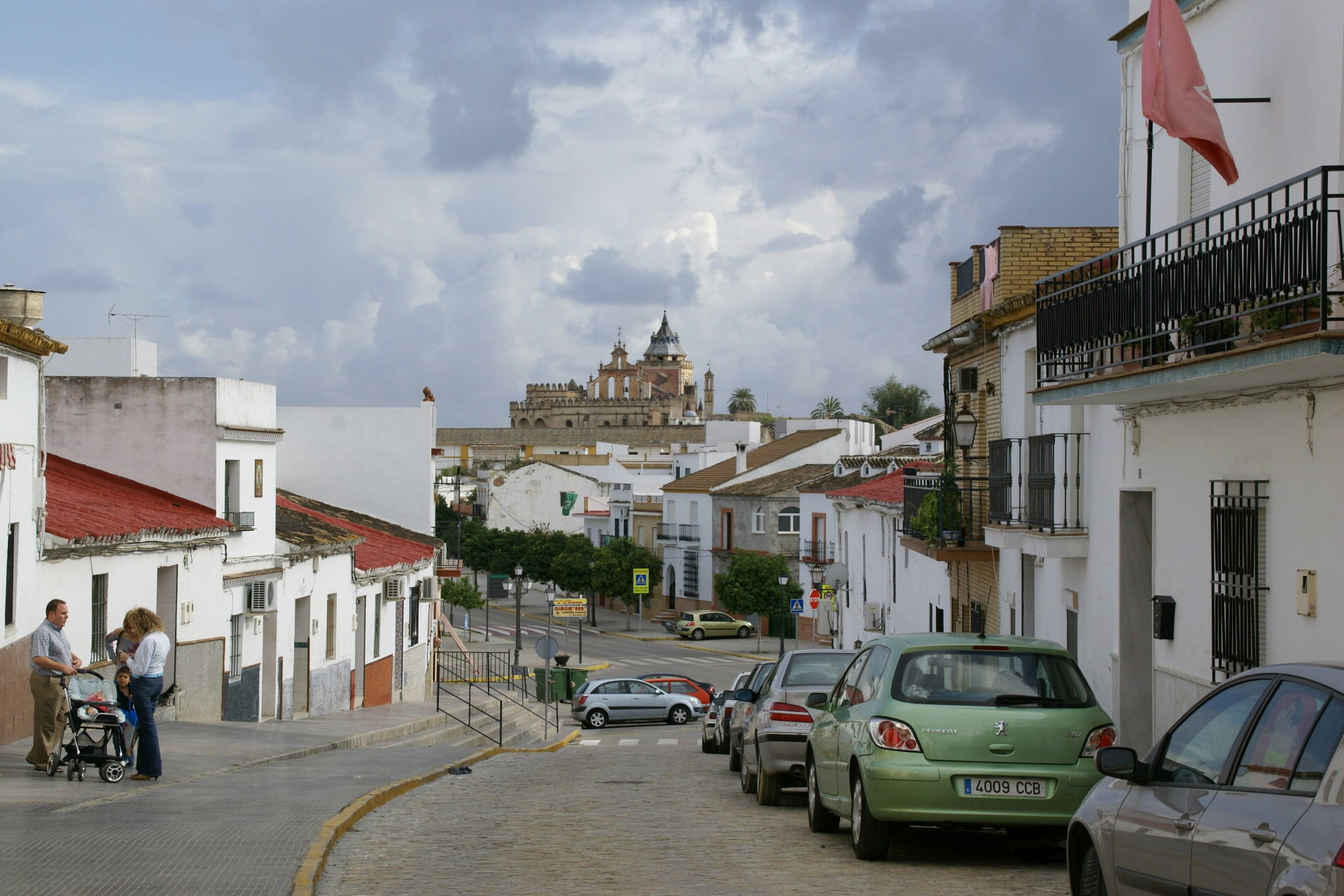
Santiponce

## Demografische ontwikkeling
Bron: INE, 1857-2011: volkstellingen